# Kurów
Kurów é uma cidade no leste da Polônia. Pertence à voivodia de Lublin, no condado de Puławy. É a sede da comuna urbano-rural de Kurów e da paróquia católica romana da Natividade da Bem-Aventurada Virgem Maria e São Miguel Arcanjo.
Estende-se por uma área de 11,3 km², com 2 617 habitantes, segundo o censo de 31 de dezembro de 2021, com uma densidade populacional de 231,6 hab./km².
Situa-se às margens do rio Kurówka (e seus afluentes: Struga Kurowska e Białka), na fronteira entre a planície de Lubartowska e o planalto de Nałęczowski. Kurów recebeu um foral de cidade antes de 1442. Foi privada de seus direitos municipais em 31 de maio de 1870 e incorporada à comuna de Kurów, no condado de Nova Alexandria. De 1867 a 1954, foi a sede da comuna rural de Kurów e, de 1954 a 1972, da gromada de Kurów, no condado de Puławy. Desde 1973, é a sede da comuna reativada de Kurów. Entre 1975 e 1998, a vila pertenceu administrativamente à voivodia de Lublin. Em 1 de janeiro de 2025, Kurów recuperou os direitos de cidade.

## Divisão administrativa
| Nome    | Tipo            |
| ------- | --------------- |
| Józefów | parte da cidade |

## Localização
A estrada provincial n.º 874 passa pela cidade, e a via expressa S12 e a via expressa S17 (parte da rota europeia E372) passam ao longo de sua extremidade norte.
Historicamente, está localizada na Pequena Polônia (inicialmente na Terra de Sandomierz e depois na Terra de Lublin). Kurów estava localizada na segunda metade do século XVI no condado de Lublin, voivodia de Lublin.

## História

### Até o século XVIII
As origens de Kurów remontam ao século XII. Às vezes, ela é identificada como castrum Galli mencionado na “Crônica” de Galo Anônimo, que, quando traduzido para o polonês, às vezes é interpretado como o castro Kurowie. A aldeia foi mencionada pela primeira vez em 20 de janeiro de 1185 em um documento executado pelo duque Leszek da Mazóvia. Ele menciona a existência de uma igreja dedicada a Santo Egídio.
Por volta de 1330, um castro foi construído aqui, que mais tarde foi concedido à família Kurowski pelo rei Ladislau I, o Breve. A incorporação de Kurów sob a Lei de Magdeburgo ocorreu em 6 de janeiro de 1442 por Piotr Kurowski. Kurów tornou-se uma cidade, o que aconteceu até 19 de março de 1870.
Entre 1456 e 1465, Kurów foi a sede do condado de Kurów. No século XV e no início do século XVI, um tribunal de terras foi realizado em Kurów.
Em 1783, uma escola paroquial foi fundada na cidade por Ignacy Potocki e dirigida pelo pároco local, Grzegorz Piramowicz.

### Período da partição

Capela na rua Lubelska em homenagem ao tenente Eustachy Ostaszewski e outros participantes do Levante de Novembro, mortos na Batalha de Kurów (1831)

Após a Terceira Partição da Polônia, a cidade se encontrou no território da Galiza Ocidental na partição austríaca, primeiro no distrito de Józefów e, a partir de 1803, no distrito de Lublin. Entre 1809 e 1870, a cidade de Kurów e a comuna de domínio de Kurów eram independentes uma da outra. De 1809 a 1815, Kurów pertenceu ao condado de Kazimierz Dolny, departamento de Lublin, do Ducado de Varsóvia. Posteriormente, pertenceu ao condado de Lublin, na voivodia de Lublin, no Reino da Polônia. Após a liquidação do Reino da Polônia, passou a pertencer à governadoria de Lublin.
Durante o Levante de Novembro, Kurów se tornou o cenário de seus eventos. Em 3 de março de 1831, uma batalha foi travada perto da cidade, vencida pelos poloneses sob o comando do general Józef Dwernicki. O tenente Eustachy Ostaszewski, foi morto e está enterrado em Kurów, participou da batalha. Em 12 de setembro daquele ano, quando o Levante já estava em declínio, dois esquadrões da cavalaria polonesa capturaram a cidade, fazendo duzentos soldados russos prisioneiros. Kurów se viu novamente nas páginas da história durante a Revolta de Janeiro. Em 24 de janeiro de 1863, uma batalha vitoriosa foi travada perto da cidade e, mais tarde, um acampamento insurgente foi organizado aqui. Por conta desses eventos, Kurów perdeu seus direitos municipais em 1870. O prefeito foi substituído por um administrador, e o tribunal municipal foi transformado em um tribunal comunal.
Na virada dos séculos XIX e XX, Kurów era o maior centro de tanoaria da região de Lublin. Durante a revolução de 1905–1907, ocorreram manifestações socialistas. Em 1910 (oficialmente em 1912), foi criada uma Brigada de Incêndio Voluntária. Entre 1 e 3 de agosto de 1915, o exército teuto-austríaco travou pesadas batalhas contra o exército russo perto de Kurów. Uma lembrança desses eventos é o histórico cemitério de guerra em Olesin.

### Período da Segunda República e a guerra

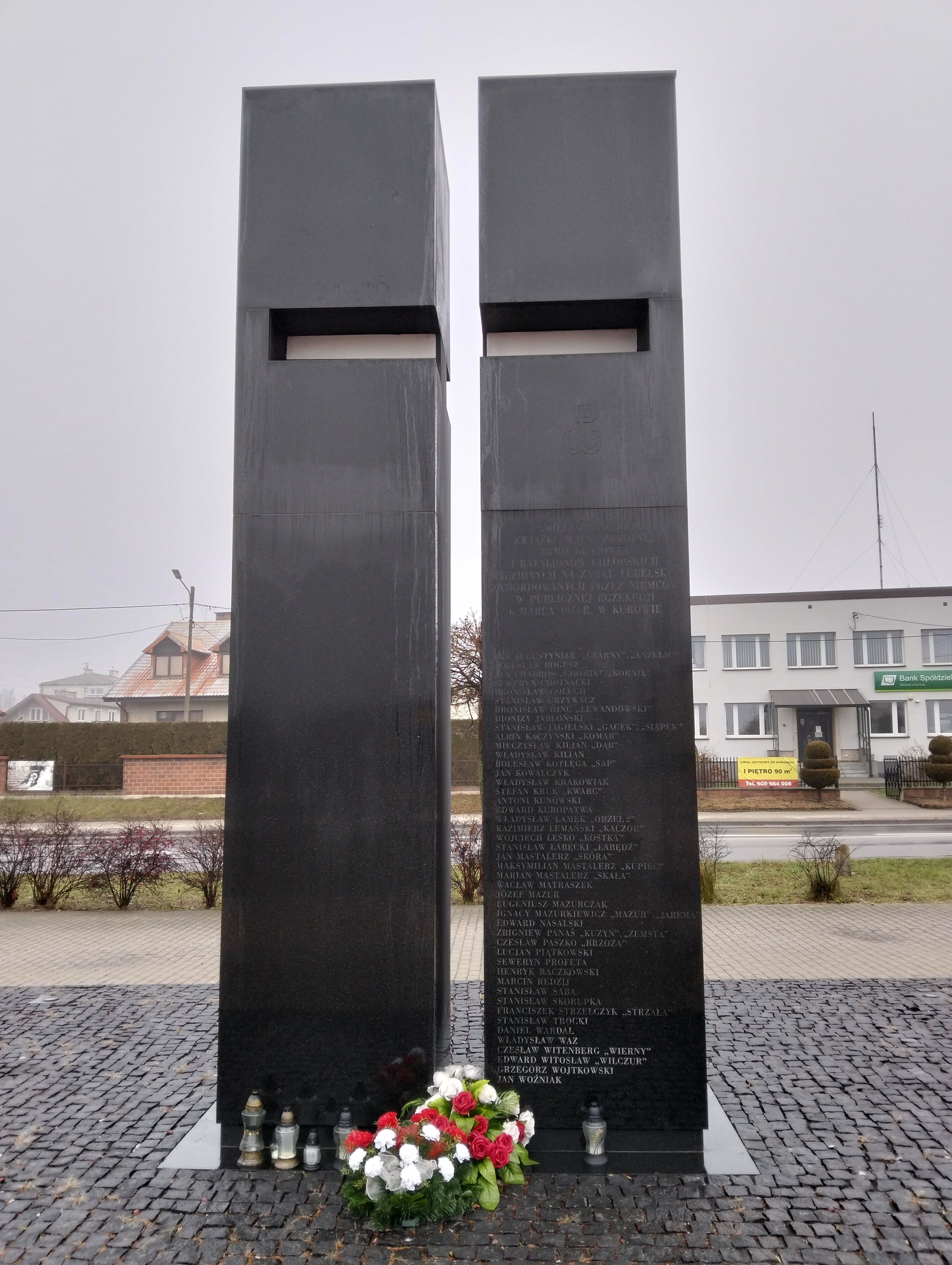
Memorial às vítimas da execução em massa realizada pelos alemães contra os habitantes civis de Kurów em 1944

Kurów foi eletrificada em 1926 por iniciativa do colono e moleiro alemão Ulrych. Outras extensões e reconstruções da rede elétrica ocorreram em 1933, 1946 e 1958–1962.
Em janeiro de 1935, uma seção do 14.º Rali de Monte Carlo passou por Kurów.
Em 8 e 10 de setembro de 1939, ocorreu o trágico bombardeio de Kurów pela força aérea alemã. Houve muitas baixas entre a população civil e o exército. Como resultado do incêndio, os prédios do centro foram queimados. Em 15 de setembro de 1939, o exército alemão entrou na cidade.
Em 6 de março de 1944, os alemães fuzilaram 42 pessoas e enforcaram 6 em uma execução pública. Em 23 de junho de 1944, ocorreu uma escaramuça em Kurów entre os soldados do Distrito de Lublin dos Batalhões Camponeses, o Exército da Pátria e o Exército da Pátria, comandados por Stefan Rodak, e o exército alemão que entrava na aldeia vindo da direção de Puławy. Como resultado, vários soldados alemães foram feridos e mortos, enquanto os poloneses capturaram um veículo blindado de transporte de pessoal alemão sem nenhuma vítima.

### História recente
Em 1970, a primeira etapa da corrida de ciclismo XXVII Tour de Pologne partiu do vilarejo. Em 1972, a cooperativa de laticínios local ficou em primeiro lugar na Polônia em um grupo de cooperativas menores em uma competição de trabalho (o prêmio foi concedido pela Comissão Nacional de Competição de Trabalho e pelo Conselho Principal do Conselho Central de Cooperativas de Laticínios). Em 1974, a mesma cooperativa ganhou o prêmio “Faixa de aprovação” para cooperativas que produziram os melhores resultados econômicos em escala nacional.
Entre 1975 e 1998, a localidade pertenceu administrativamente à então voivodia de Lublin.
Por muitos anos, a vila foi um conhecida pelo comércio de peles. A fábrica de peles “Kurów 1” funcionava aqui. Na década de 1990, a aldeia de Józefów foi incorporada aos limites de Kurów.
No plano de desenvolvimento da voivodia de Lublin, havia uma redação que recomendava a restauração dos direitos municipais de cidades selecionadas na voivodia de Lublin, incluindo Kurów. Os esforços para obter os direitos de cidade foram iniciados em 2023. Após consultas, por meio de uma resolução de 8 de fevereiro de 2024, o conselho municipal decidiu solicitar que Kurów recebesse os direitos de cidade.

### História dos judeus em Kurów
A primeira menção de judeus vivendo em Kurów data de 1548 e eles formaram uma comunidade no século XVII, com sua própria sinagoga na rua Nowa e dois cemitérios, o mais antigo na rua Nowa e o mais recente na rua Blich. Em 1656, muitos dos habitantes judeus da cidade foram mortos pelo exército de Stefan Czarniecki. Em 1765, 904 judeus viviam em Kurów, enquanto em 1921 havia 2 230, o que representava 56,8% da população total.
Em 1815, Shemu'el de Kurów, que veio de Prudnik, tornou-se o chefe de sua própria corte chassídica em Kurów, que recebeu milhares de jovens chassídicos da região. Entre seus seguidores mais conhecidos está Yechezkel Taub, de Kazimierz Dolny, o fundador do chassidismo de Kuzmir. Após sua morte em 1820, seu filho mais velho, Dovid, recusou-se a sucedê-lo como presidente da corte de Kurów, fazendo com que a maioria de seus seguidores partisse para Przysucha ao encontro do rabino Symcha Binem.

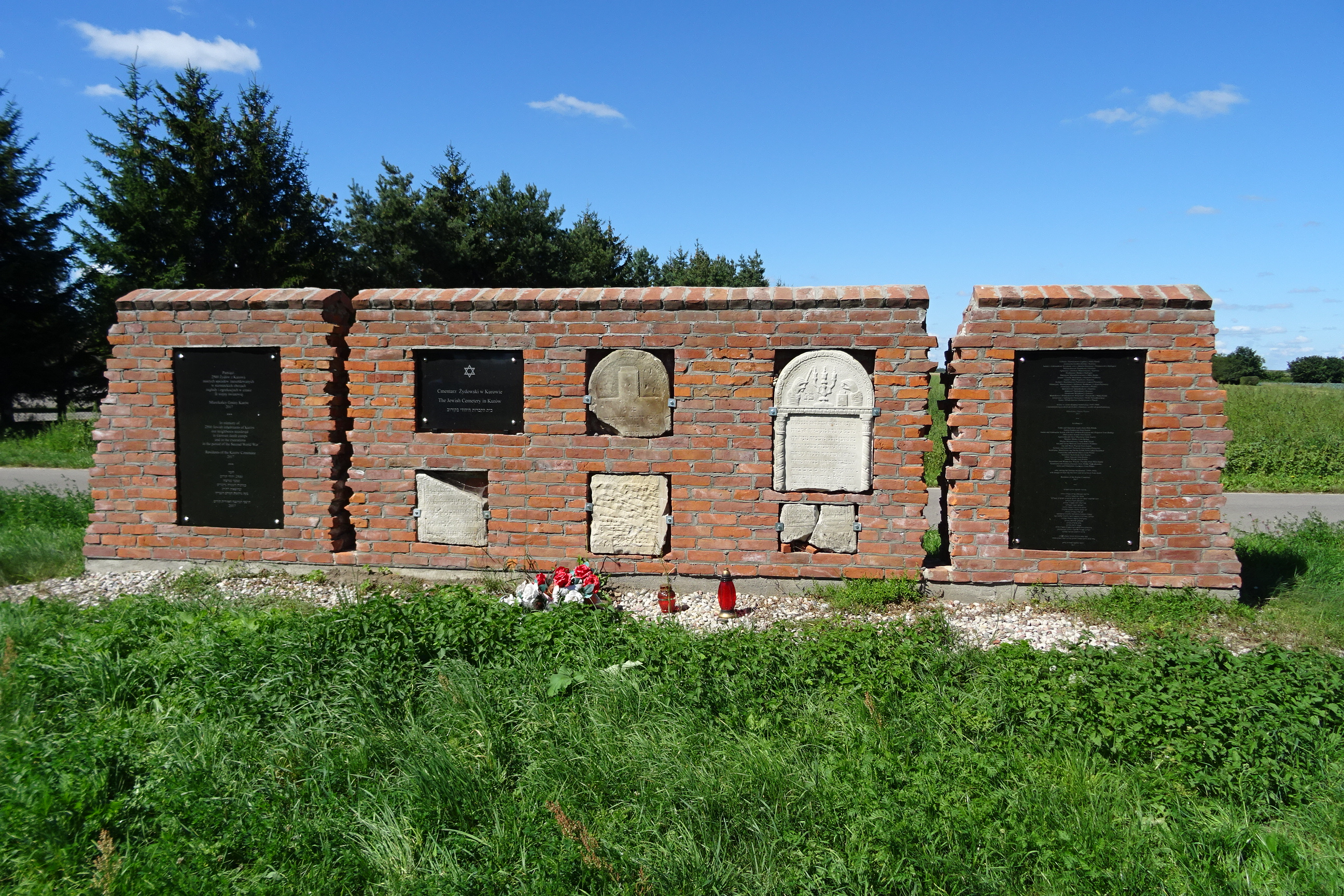
Monumento em homenagem à comunidade judaica de Kurów e aos residentes da cidade que resgataram judeus durante a guerra, inaugurado em setembro de 2017 no cemitério judaico local

No início do período entre guerras, houve excessos antijudaicos. Em outubro de 1920, a polícia local obrigou os comerciantes judeus a abrir suas lojas nos sábados de feriados judaicos.
A ocupação alemã durante a Segunda Guerra Mundial trouxe um fim brutal à história dos judeus de Kurów. Em setembro de 1939, a comunidade judaica de Kurów contava com 2571 habitantes (55% da população). A primeira deportação dos judeus de Kurów ocorreu em 8 de abril de 1942. Os idosos e enfermos foram assassinados pelos alemães no local, e um grande grupo — principalmente mulheres e crianças — foi levado para o campo de extermínio alemão em Sobibor. Em 13 de novembro de 1942, ocorreu uma segunda deportação e, em dezembro do mesmo ano, os alemães assassinaram os últimos sobreviventes das deportações anteriores no cemitério judeu local. Em agosto de 1942, os alemães criaram um campo de trabalho-gueto em Kurów, onde também aprisionaram vários judeus de Lublin e Wąwolnica.
Um pequeno número de habitantes judeus de Kurów sobreviveu à guerra. Isso aconteceu principalmente graças à generosidade e à ajuda dos poloneses locais, que arriscaram suas vidas para esconder ou apoiar seus vizinhos judeus, conhecidos ou estranhos. Em novembro de 2017, foi realizada uma cerimônia na Universidade Católica de Lublin para conceder as medalhas de Justos entre as nações a dez famílias da região de Lublin, entre as quais havia descendentes de socorristas de Kurów e arredores.
Em 12 de setembro de 2017, no cemitério judeu local, por iniciativa das autoridades municipais locais, foi inaugurado um monumento — um muro simbólico com placas comemorativas da comunidade judaica de Kurów e dos habitantes dessa cidade que resgataram judeus durante a guerra.

## Monumentos históricos
Monumentos legalmente protegidos:

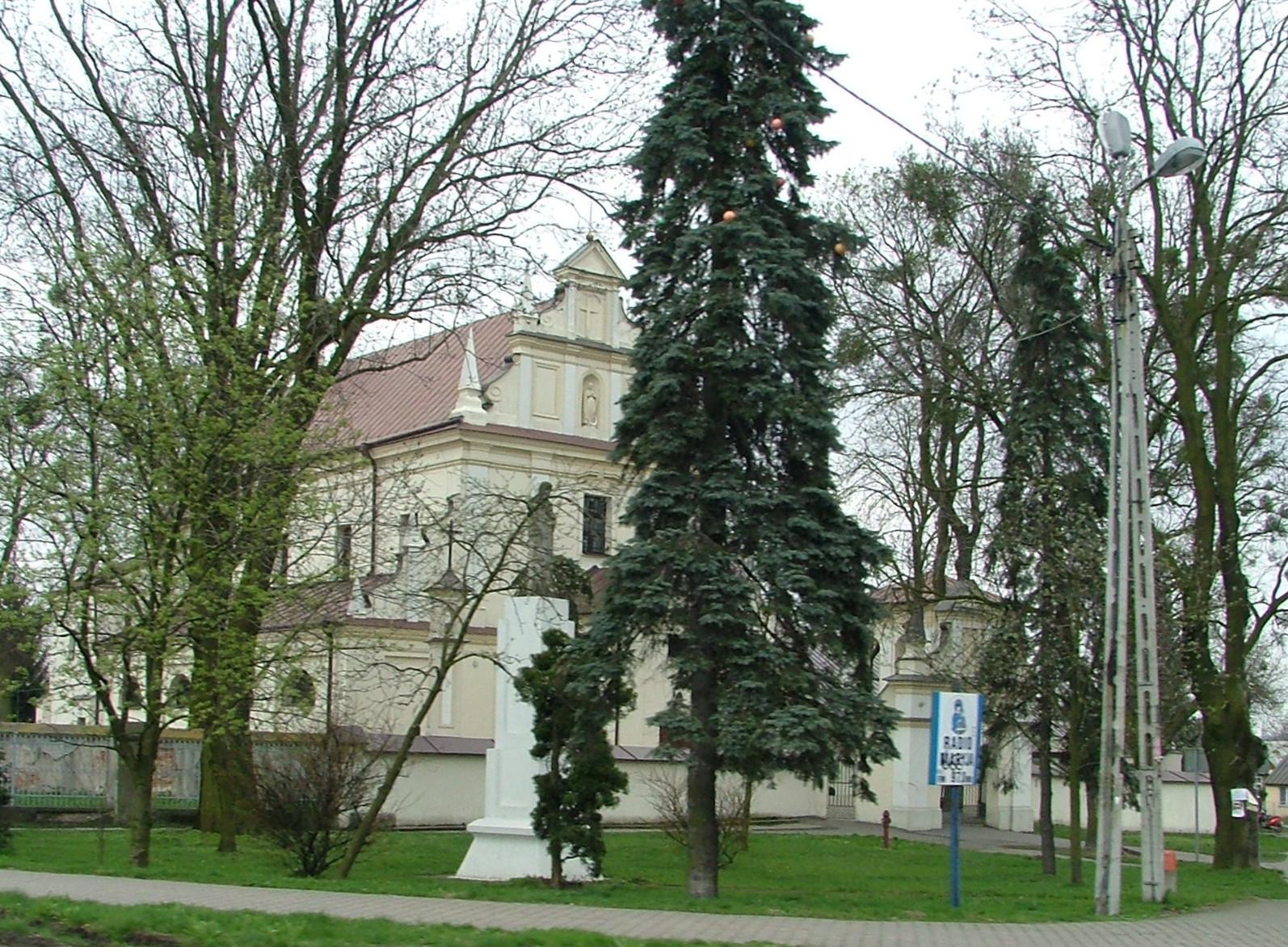
Igreja paroquial da Natividade da Bem-Aventurada Virgem Maria e São Miguel Arcanjo

- Complexo da igreja paroquial, composto por:
  - Igreja da Natividade da Bem-Aventurada Virgem Maria e São Miguel Arcanjo, datada de 1692, reconstruída no século XVIII[27]
  - Campanário da virada do século XVII/XVIII
  - Cemitério
  - Muro com portões da virada dos séculos XVII/XVIII
  - Casa do vigário construída entre 1778 e 1782
  - Antiga escola Piramowicz de 1780 (1953–1958), fundada por Grzegorz Piramowicz e Ignacy Potocki
- Cemitério judeu na rua Blich

Monumentos não registrados:
- Edifício de escritórios municipais da segunda metade do século XIX.

## Educação

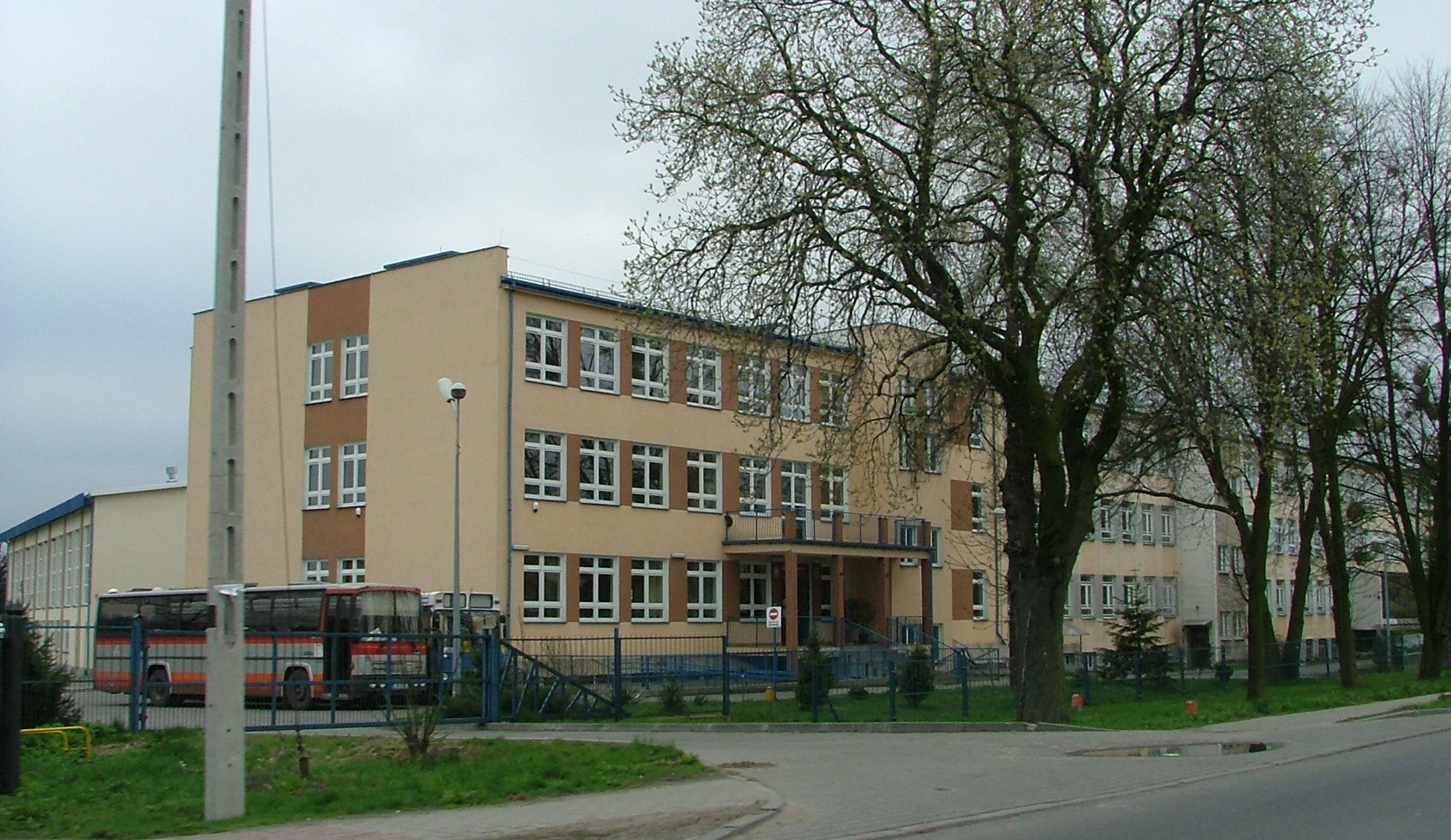
Escola primária

- Jardim de infância municipal n.º 1 Czesław Janczarski[28]
- Escola primária Padre Grzegorz Piramowicz[29]

## Economia
A cidade abriga a falida fábrica de peles “Kurów 1”. Uma cooperativa de laticínios também funcionou aqui até 2005.

## Turismo

### Trilhas turísticas
- Rota Renascentista de Lublin[30]
- Trilha sagrada Powisle Lubelskie
- Duas trilhas para bicicletas
- Uma trilha para cavalgadas

## Esporte
- Clube Esportivo “Garbarnia” (futebol masculino, classe distrital, grupo Lublin; nível mais alto: IV liga).[31]
- Klub Tenisa Stołowego Topspin (tênis de mesa masculino, 3.ª divisão; nível mais alto: 2.ª divisão)
- Ochotnicza Straż Pożarna Kurów (competição masculina de combate a incêndio)
- Ludowy Zespół Sportowy Kurów (xadrez masculino, nível mais alto: a 3.ª divisão, não existe mais)
- Zakładowa Ochotnicza Straż Pożarna Zakłady Futrzarskie (esportes masculinos e competições de combate a incêndios, não existe mais)